# Amazing Fantasy
Amazing Fantasy was een stripboekserie van Marvel Comics. De serie is vooral bekend als de stripreeks waarin het personage Spider-Man werd geïntroduceerd.

## Geschiedenis
Amazing Fantasy begon oorspronkelijk onder de naam Amazing Adventures in juni 1961, en bevatte toen vooral monster-, sciencefiction- en spannende verhalen. Ook introduceerde de strip het personage Dr. Droom — een paranormale avonturier die later de naam Dr. Druid kreeg. Hij werd in deel 7 (december 1961) uit de serie geschreven omdat de titel toen veranderde naar Amazing Adult Fantasy. Deze naam was bedoeld om de meer "verfijnde" aard van de nieuwe inhoud, korte bizarre verhalen geschreven door Stan Lee en Steve Ditko, weer te geven. De serie kreeg toen het motto "The magazine that respects your intelligence" mee.
Met ingang van deel 15 (augustus 1962) werd de serie, die nu Amazing Fantasy heette, bedreigd met stopzetting. Daar er toch niets meer te verliezen was, stond uitgever Martin Goodman toe dat Lee de serie zou gebruiken om te experimenteren met een compleet nieuw type superheld — eentje die een tiener zou zijn, maar niet een hulpje van een oudere held. Bovendien zou deze held de twijfels, neuroses en geldproblemen van een normaal mens hebben. Dit werd Spider-Man.
Spider-Man bleek populairder dan men verwachtte. Toen Amazing Fantasy werd stopgezet, waren de verkoopcijfers nog niet binnen. Ruim acht maanden later kwam men tot de ontdekking dat Amazing Fantasy 15 veel beter had verkocht dan verwacht. Daarop lanceerde Marvel meteen de stripserie The Amazing Spider-Man.
Exemplaren van Amazing Fantasy #15 zijn tegenwoordig een collectorsitem voor veel Spider-Man fans. In maart 2010 werd een exemplaar verkocht voor een recordbedrag van 1,1 miljoen dollar. Marvel publiceerde later een tiendelige serie getiteld The 100 Greatest Marvels of All Time, waarin Amazing Fantasy #15 op nummer 1 stond.
In 1995 publiceerde Marvel alsnog Amazing Fantasy #16-18 om het gat tussen Amazing Fantasy #15 en The Amazing Spider-Man #1 op te vullen.

## Volume 2
De titel werd in 2003 weer even kort opgestart met als doel nieuwe personages te introduceren bij een nieuw publiek.
De eerste verhaallijn in volume 2 liep van deel 1-6, en bevatte een nieuwe tienerheldin, Araña. De tweede verhaallijn (#7-13) draaide om Scorpion (niet te verwarren met de vijand van Spider-Man).
In een poging de geschiedenis te laten herhalen, maakte Marvel bekend dat deel 15 van aflevering 2 een nieuwe generatie helden zou introduceren waarvan werd gehoopt dat ze net zo populair zouden worden als Spider-Man. Maar vandaag de dag heeft nog geen van deze personages een eigen stripserie gekregen. Sommige zijn zelfs nooit meer gezien sinds hun eerste optreden in deze nieuwe deel 15. De helden uit deel 15 waren Mastermind Excello, Blackjack, Great Video, Monstro, Heartbreak Kid, Positron en "the guy in Spider-Man's armpit" (de man die op de voorpagina van de originele “Amazing Fantasy #15” door Spider-Man werd vastgehouden).
Ook deze serie van Amazing Fantasy haalde het uiteindelijk niet en stopte na 19 delen.